# 前田昇
前田 昇（まえだ のぼる、1944年 - ）は、日本の経営学者。元青山学院大学大学院国際マネジメント研究科(MBA)教授。元大阪市立大学大学院特任教授。

## 略歴
大阪府堺市出身。大阪府立三国丘高等学校、1966年高崎経済大学経済学部経済学科卒業。
日本IBM、ソニー勤務を経て、1999年慶應義塾大学大学院政策・メディア研究科修士課程修了。2001年高知工科大学大学院工学研究科博士課程修了、博士（学術）。
1999年高知工科大学大学院工学研究科起業家コース教授。2003年大阪市立大学大学院創造都市研究科教授。2007年青山学院大学大学院国際マネジメント研究科教授（2012年定年退職）。

## 著書
- 『スピンオフ革命』(東洋経済新報社、2002年)
- 『自律結合国際戦略』(同友館、1999年)
- 『米国ビジネスマンと楽しく仕事をする法』(PHP研究所、1990年)
- 『日本の産業クラスター戦略』(共著、有斐閣、2003年)
- 『イノベーションとベンチャー企業』(野中郁次郎編著、八千代出版、2002年)
- 『シナリオ2000－共生への選択』(共著、日本能率協会、1990年)

## 関連事項
- 高崎経済大学の人物一覧